# کاروماما یکم
کاروماما یکم (انگلیسی: Karomama I) ملکه همسر مصر باستان بود.

## خانواده
کاروما احتمالاً دختر فرعون تاکلوت یکم بود. او یکی از سه همسر شناخته شده فرعون اوسورکون دوم بود. همسران دیگر، ایستمخب ج و جدموتسن‌عنخ چهارم هستند.
کاروما مادر دستکم دو پسر و سه دختر بود:
- شاهزاده شوشنق دی، کشیش اعظم پتاح بود.
- شاهزاده حورنخت کاهن اعظم آمون در تانیس بود. او در ۸ یا ۹ سالگی در قبر پدرش در تانیس به خاک سپرده شد.[۳]
- شاهدخت تاشاخپر ممکن است به عنوان همسر خدا آمون در زمان سلطنت تاکلوت سوم خدمت کرده باشد.
- شاهدخت کاروماما سی، که ممکن است شبیه کاروماما مریت‌موت، همسر خدای آمون باشد.
- شاهدخت خانم [تا?]عیرمر

## زندگی‌نامه
فرعون اوسورکون دوم در طول سلطنت خود ساختمان‌های زیادی ساخت، از جمله یک سالن گرانیتی قرمز با جزئیات در بیست و دومین سال سلطنتش. تصاویر برجسته او و ملکه کاروماما دیوارها را تزئین می‌کنند. ملکه کاروماما (همچنین به عنوان کاروماما ب) نیز یک دختر سلطنتی بود، اما مشخص نیست که کدام پادشاه پدر او بوده است. از آنجایی که او لقب خواهر سلطنتی ندارد، می‌توان فرض کرد که او دختر تاکلوت اول نبوده است، اما فقدان عنوان خواهر پادشاه، قطعی نیست. نامزدهای دیگر شوشنق دوم یا هرسیسه هستند. در نقش برجسته‌های جشن سد، سه دخترش تاشاخپر الف، کاروماما سی و [تا?]عیرمر (سال ۲۲) او را همراهی می‌کنند.